# جاك كوين (لاعب كرة قدم أسترالية)
جاك كوين (بالإنجليزية: Jack Quinn)‏ هو لاعب كرة قدم أسترالية أسترالي، ولد في 11 يونيو 1918 في إتشوكا في أستراليا، وتوفي في 11 يونيو 2006.

## وصلات خارجية
- جاك كوين على موقع AustralianFootball.com (الإنجليزية)
- جاك كوين على موقع AFLtables.com (الإنجليزية)